# B-Movie: Lust & Sound in West-Berlin 1979–1989
B-Movie: Lust & Sound in West-Berlin 1979–1989 ist ein Essayfilm, der die West-Berliner Avantgarde-Szene, die Hausbesetzerszene und noch die Anfänge der frühen Loveparade zu einer Handlungslinie um den Protagonisten Mark Reeder zusammenführt. Er besteht aus dokumentarischem Filmmaterial der 1980er Jahre und wird durch neu gedrehte Szenen in historischer Optik verbunden. Die Premiere fand im Rahmen der Berlinale 2015 in der Sektion „Panorama“ statt. Der Kinostart war am 21. Mai 2015.

## Inhalt
Mark Reeder lebt in Manchester, ist Musiknerd, arbeitet in einem Plattenladen und ist Musiker in der Punkszene. Angeregt vom musikalischen Einfluss deutscher Bands wie Kraftwerk, Neu!, Tangerine Dream u. a. zieht er Ende der 70er Jahre nach West-Berlin in ein besetztes Haus und taucht in die dortige Avantgarde-, Musik- und Hausbesetzerszene ein. Er lernt wichtige Personen und Bands der Szene der Genialen Dilletanten wie Gudrun Gut, Blixa Bargeld und Die Tödliche Doris kennen. Man sieht ihn beim Feiern in Locations wie dem Risiko, Dschungel und SO36. Reeder wird bei unterschiedlichen Aktivitäten gezeigt, bei der Arbeit als Tontechniker für Mania D bzw. Malaria!, für Die Toten Hosen, als Synchronsprecher für Pornofilme, als Schauspieler für Jörg Buttgereits Splatterfilme – wofür Reeder sein Uniformfetisch zugutekommt, als Musiker (u. a. in der New-Wave-Band Shark Vegas) sowie als Szene-Fernsehjournalist für einen britischen Sender. Später holt er Nick Cave nach West-Berlin und organisiert ein Tote-Hosen-Konzert im Rahmen einer Blues-Messe in Ostberlin. Am Ende sind die erste Loveparade und WestBam zu sehen, Mark Reeder tritt als Inhaber des Labels MFS auf, das elektronische Musik veröffentlicht.
Der Film bezieht sich also nicht nur auf eine Szene, sondern zeigt die popkulturelle Entwicklung von New Wave und anderen (elektronischen) Stilen der 80er Jahre bis zum Techno. Dabei kommen bestimmte Szenen im Film nicht vor wie z. B. die Entwicklungen von Disco und Hi-NRG, weil kein Filmmaterial aus diesen Bereichen verfügbar war.

## Stilmittel
Im Gegensatz zu üblichen Filmdokumentationen zu popkulturell-historischen Themen, die collagehaft berichten, ist B-Movie: Lust & Sound in West-Berlin 1979-1989 ein Essayfilm. Mark Reeder hat hier nicht nur die Rolle des Ich-Erzählers inne, sondern auch die des ‚Erlebers‘. Der Film weist eine stark narrative Struktur mit einer radikal subjektiven Erzählweise auf: Mark Reeders Geschichte seines Umzugs nach und seines Lebens in West-Berlin wird von ihm selbst erzählt und mit entsprechenden Filmaufnahmen aus dieser Zeit ‚belegt‘. Zusätzlich verwendet der Film 2014 von Miriam Dehne gedrehte Spielszenen, in denen Marius Weber den jungen Mark Reeder darstellt. Reeder betreibt Oral History aus seiner sehr persönlichen Perspektive, weist aber durch seine Aktivitäten und seine zahlreichen Verbindungen in die beschriebenen Musikszenen weit über seine Person hinaus. Seine (selbst)ironischen und die Narration unterstützenden Kommentare kommen aus dem Off, außer wenn Reeder auf dem historischen Filmmaterial selbst zu sehen ist. Die Geschichten sind vereinfachte Darstellungen aus dem Erleben von Mark Reeder, sind also nicht – wie es der Vorspann behauptet – vollständig erfunden.
Eine wesentliche Eigenschaft des Films ist die Komposition einer großen Fülle unterschiedlichsten Filmmaterials mit ebenso unterschiedlichen Materialqualitäten – Nachrichtensendungen, Experimentalfilme, Dokumentarfilme, Konzertmitschnitte, Amateuraufnahmen, Super-8-Aufnahmen von Reeder und seinem Umfeld, wie dem Filmemacher Knut Hoffmeister, sowie einige nachgestellte Szenen mit dem Mark-Reeder-Double Marius Weber – zu einem stilistischen Ganzen. In den Credits sind über 50 Quellen aufgezählt. Die Besonderheit dieser Komposition besteht in der Art und Weise des sehr integrativen künstlerischen Filmschnitts. Das Drehbuch ist also von Bildinhalten, von Bildqualitäten und besonders vom Filmschnitt des historischen Materials her gedacht. Das ist bei der Verarbeitung dokumentarischen Filmmaterials ungewöhnlich, findet aber eine Parallele im künstlerischen Radiofeature von z. B. Walter Filz oder Michael Lissek.

## Auszeichnungen
- 2015: Gewinner des Heiner-Carow-Preises der DEFA-Stiftung[10] auf der Berlinale 2015
- 2015: Nominierung in der Kategorie Depth of Field Competition beim israelischen Filmfestival Docaviv
- 2015: Nominierung in der Kategorie internationaler Wettbewerb Filme über Kunst beim polnischen Filmfestival Nowe Horyzonty
- 2016: Nominierung in der Kategorie Information & Kultur/Spezial für den Grimme-Preis[11]